# 로마 클럽

로마 클럽(이탈리아어: Club di Roma, 영어: Club of Rome)은 1968년 이탈리아 사업가 아우렐리오 페체이의 제창으로 지구의 유한성이라는 문제의식을 가진 유럽의 경영자, 과학자, 교육자 등이 로마에 모여 회의를 가진 데서 붙여진 명칭이다. 천연 자원의 고갈, 환경오염, 지구온난화, 기상이변 등 인류의 위기 타개를 모색, 경고·조언하는 것을 목적으로 한다. 1972년 《성장의 한계》라는 보고서를 발표, 제로성장의 실현을 주장하여 주목을 받았다.

## 로마 클럽
로마클럽은 과학 기술의 진보와 이에 따르는 인류의 위기를 분석하여 그 대책을 세우는 것을 목적으로 하는 국제적인 민간단체. 1968년 세계 각국의 지식인들이 로마에 모여 결성하였다.

## 로마클럽 보고서
로마클럽보고서는 1968년 서유럽의 지도급 인사들이 환경 문제에 대한 연구의 절실함을 느끼고 결성한 연구 기관인 로마 클럽에서 인간ㆍ자원ㆍ환경 문제에 관하여 낸 미래 예측 보고서. 환경 문제 때문에 인류가 직면할 어려움에 대해 경고하고 있다.

## 같이 보기
- 싱크탱크
- 지속 가능한 발전
- 부다페스트 클럽(영어판)
  - 어빈 라슬로(영어판)